# Moteur sans balais
Un moteur sans balais, ou « moteur brushless », ou machine synchrone auto-pilotée à aimants permanents, est une machine électrique de la catégorie des machines synchrones, dont le rotor est constitué d'un ou de plusieurs aimants permanents et pourvu d'origine d'un capteur de position rotorique : capteur à effet Hall, synchro-résolver, codeur rotatif (par exemple codeur incrémental), ou tout autre système permettant l'auto-pilotage de la machine.

## Principe et fonctionnement
Vu de l'extérieur, il fonctionne en courant continu. Bien que souvent considéré comme une évolution de la machine à courant continu permise par deux éléments : la mise au point de puissants aimants permanents et celle de systèmes électroniques de commande, il s'agit fondamentalement d'une machine synchrone autopilotée. 
Dans la machine à courant continu, un collecteur tournant et des balais assurent à la fois la transmission d'un courant à des électroaimants, et la commutation du courant en fonction de la position du rotor par rapport au stator. Ils sont remplacés et supprimés (d'où le nom de brushless ou sans balais) : des aimants permanents remplacent les électroaimants du rotor et rendent inutile la circulation du courant qui les alimentaient, tandis que les dispositifs captent la position du rotor et commandent la circulation du courant dans les enroulements statoriques, c'est-à-dire assurent l'auto-pilotage de la machine en commandant l'orthogonalité du flux magnétique rotorique par rapport au flux statorique. Ce dispositif peut être, soit intégré au moteur pour les petites puissances, soit extérieur sous la forme d'un convertisseur de puissance de type onduleur.

## Évolutions par rapport à la machine à courant continu

Moteur de ventilateur sans le rotor ; on y voit les bobines (moteur diphasé)

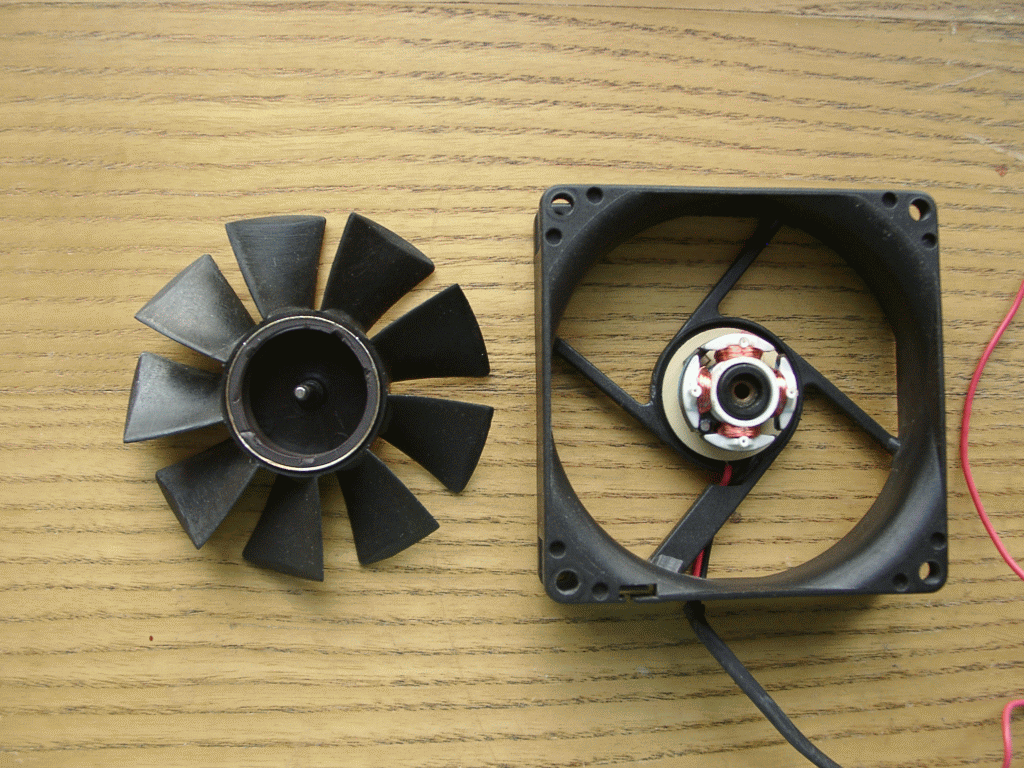
Ventilateur d'ordinateur démonté

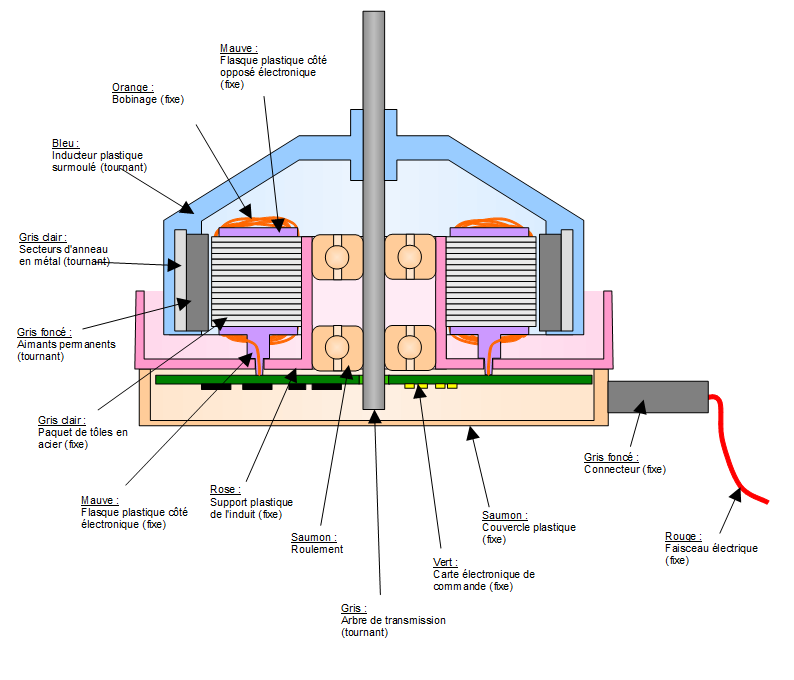
Schéma en coupe d'un moteur sans balais de faible puissance à rotor externe.

Ce type de moteur électrique élimine tous les inconvénients du moteur à courant continu classique : problèmes de commutation au niveau du collecteur, défrettage, inertie, refroidissement (les pertes joules étant situées au stator, elles sont plus faciles à évacuer), puissance massique nettement plus grande, géométrie, durée de vie (entre-autres, il n'y a plus d'usure des balais donc les dysfonctionnements et leur remplacement au besoin disparaissent).
L'indice de protection (IP) peut être augmenté par rapport aux machines à courant continu du fait de l'absence de balais.
À performances égales, son rendement est toujours meilleur, cela étant dû en partie à l'absence de pertes mécaniques et électriques liées aux balais (surtout lors de faibles charges). Mais aussi la plupart du temps à son inertie notablement réduite — en particulier pour les modèles utilisant des aimants samarium-cobalt ou néodyme-fer-bore — par rapport à une machine équivalente à courant continu, ce paramètre étant prépondérant dans de nombreuses applications, en particulier dans les phases d'accélération et de freinage.
Toujours à performances égales, le moteur sans balais est d'un prix de revient inférieur à celui de la machine à courant continu du fait du remplacement du collecteur et des balais par un capteur électronique d'un coût très réduit. Pour les petites puissances, ce capteur assure les deux fonctions de détection de la position rotorique et de commutation du courant. Dans ce cas, le fonctionnement est identique, vu de l'extérieur, à une machine à courant continu : il suffit de faire varier la tension d'alimentation pour faire varier la vitesse de rotation et dans de nombreuses utilisations cela ne nécessite pas le recours à un variateur électronique de vitesse (petits ventilateurs par exemple, les capteurs à effet Hall incorporés au stator assurant également la commutation des phases).
Pour la grande majorité des applications nécessitant une commande et une régulation électronique du couple, de la vitesse et/ou de la position, les avantages du moteur sans balais sont tels qu'il a complètement remplacé la machine à courant continu et, en liaison avec les progrès de l'électronique de puissance (par exemple les IGBT), le prix de revient de ces solutions s'en est trouvé réduit dans le même temps que leurs performances ont été notablement améliorées.

## Utilisations

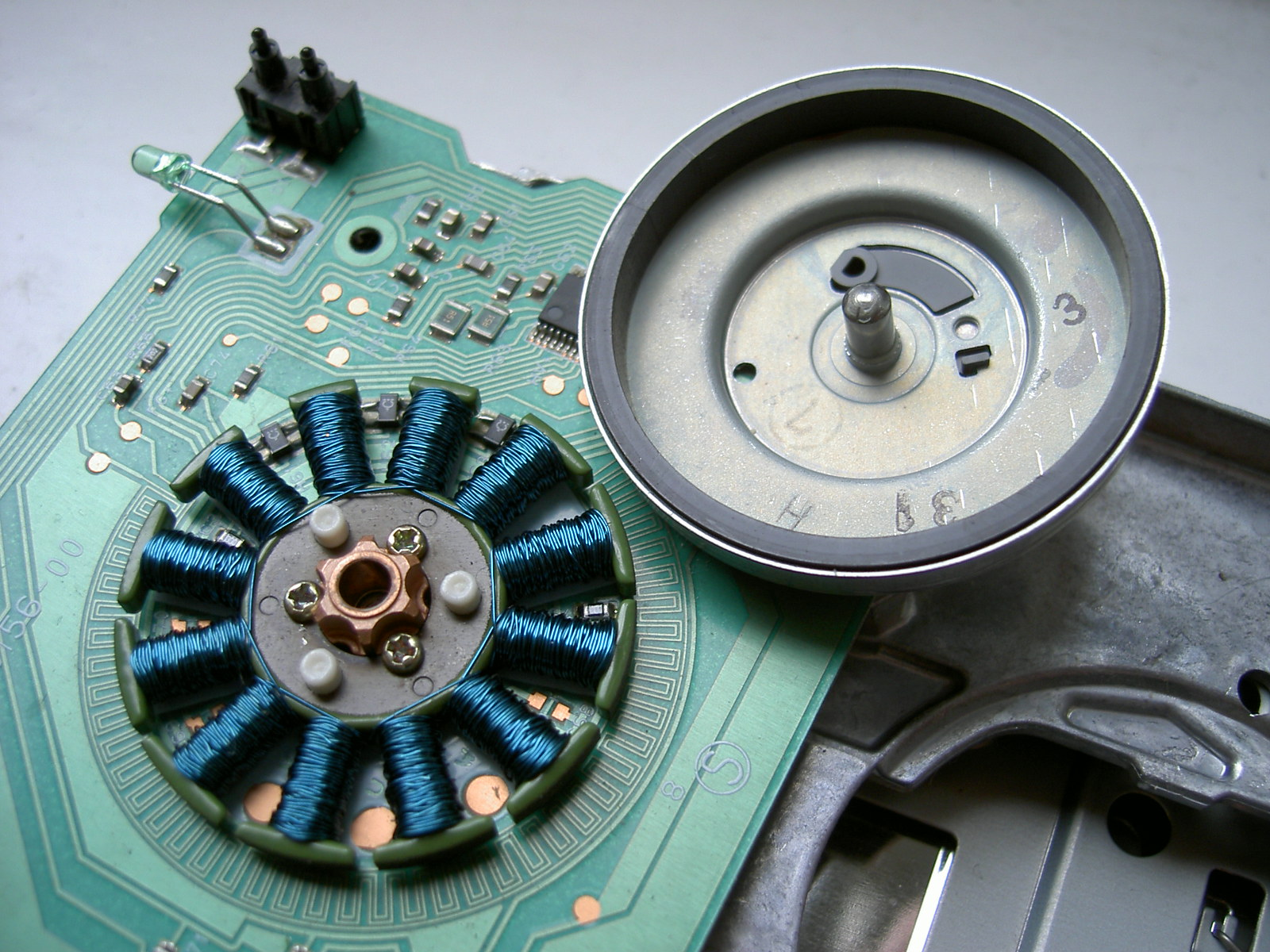
Moteur de lecteur de disquette d'ordinateur.

Les moteurs brushless sont largement utilisés dans l'industrie, en particulier dans les servo-mécanismes des machines-outils et en robotique, où ils ont fait disparaître les machines à courant continu. On trouve de tels moteurs pour des couples de quelques newtons mètres jusqu'à plusieurs centaines de N m et des puissances de quelques fractions de watts jusqu'à des centaines de kilowatts. Le stator (bobiné) peut être à l'intérieur et le rotor (comportant les aimants) à l'extérieur, ou l'inverse.
Ils équipent en particulier les disques durs, les graveurs de DVD, les ventilateurs assurant le refroidissement de systèmes électroniques, dont les micro-ordinateurs, ou encore, depuis les années 1990, les systèmes de ventilation/climatisation automobiles et domestiques.
Leur silence de fonctionnement est apprécié, ainsi que leur taille réduite pour la puissance qu'ils peuvent fournir. C'est particulièrement le cas pour les applications de mobilité. Ainsi, on les retrouve dans la plupart des motos, scooters, voitures électriques et véhicules hybrides, vélos à assistance électrique, trottinettes électriques, etc. Ils sont aussi très utilisés en modélisme pour faire se mouvoir des modèles réduits d'avions, d'hélicoptères (aéromodélisme) ainsi que de petits drones. 
Cette motorisation tend aussi à prendre la place des moteurs à balais (souvent moteurs universels) équipant l'outillage électroportatif, les machines domestiques (lave-linge, lave-vaisselle, etc.) et toutes sortes d'applications (motorisations d'antennes paraboliques, de portails, etc.).